# Le père Duchesne

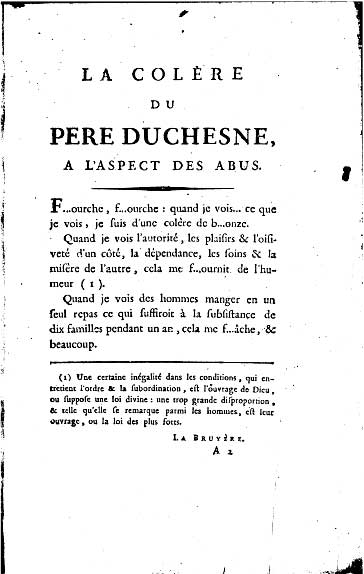

Le père Duchesne (Ojciec Duchesne) – ultraradykalna gazeta czasów Wielkiej rewolucji francuskiej, której redaktorem był Jacques-René Hébert. Była to równocześnie jedna z najpopularniejszych gazet swojej epoki. Łącznie w okresie między wrześniem 1790 a marcem 1794 ukazało się jej 250 numerów. Wyróżniała się prostackim, wulgarnym językiem przekazu i przekazem ideowym propagującym krwawy terror wymierzony w arystokrację i kler. 

## Ojciec Duchesne

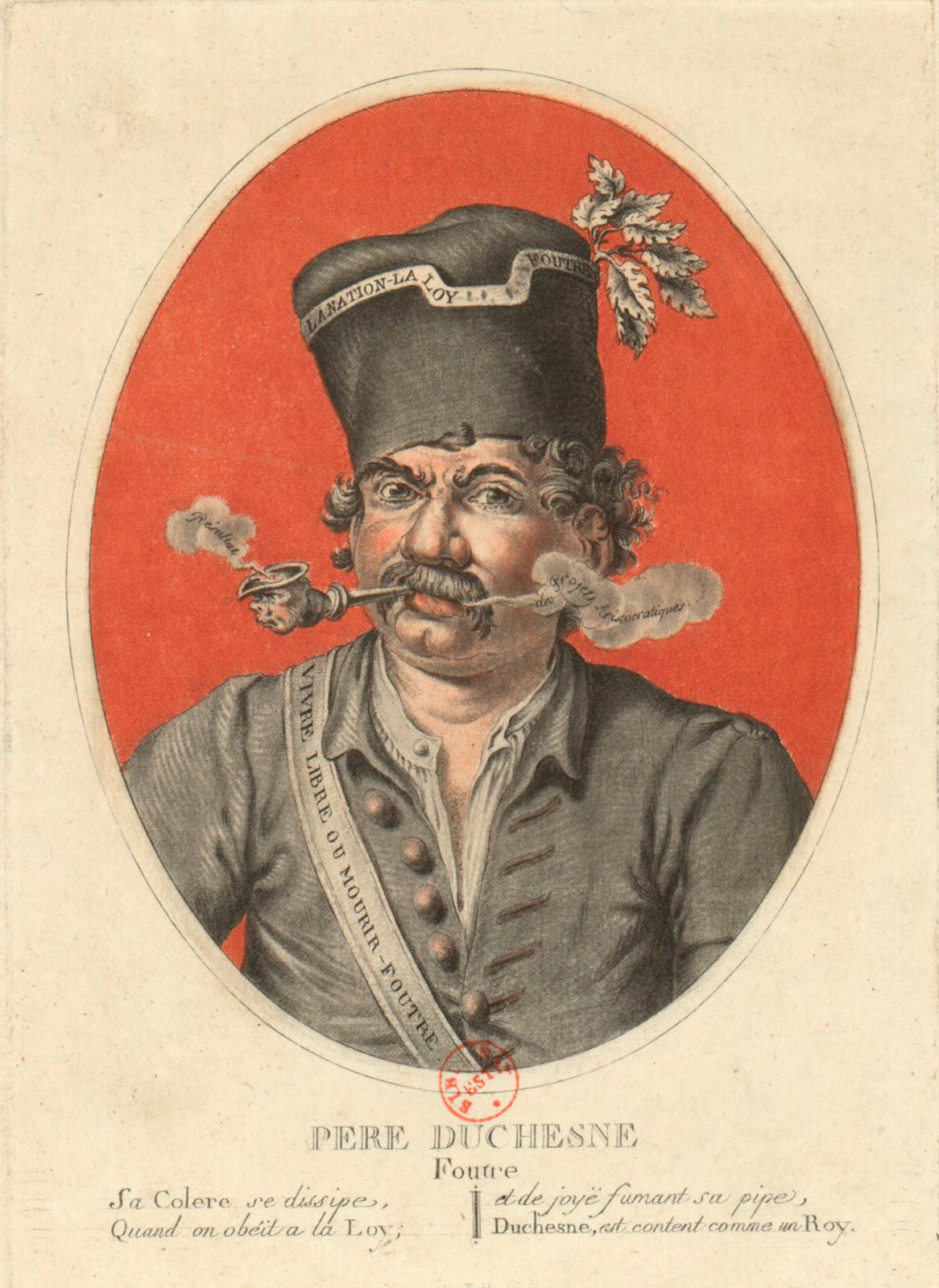
Ojciec Duchesne

Narratorem każdego numeru był palący fajkę niezamożny, gruby i wąsaty zdun nazwiskiem Duchesne, który w języku ludowym i z ludowego punktu widzenia komentował bieżące wydarzenia polityczne. Jego wizerunek z podpisem To ja, do cholery, jestem prawdziwym ojcem Duchesne! pojawiał się na każdej okładce gazety. Hébert nie wymyślił tej postaci; ojciec Duchesne pojawiał się już wcześniej w osiemnastowiecznej literaturze plebejskiej. W latach 1789–1790 tę popularną figurę literacką wykorzystywało kilku publicystów w podobnym charakterze, jak później czynił to Hebert. Już wtedy ojciec Duchesne kojarzył się z radykalnym egalitaryzmem, zachętą do mordowania arystokratów i wulgarnym językiem. 

## Linia polityczna gazety
W latach 1790–1791 gazeta zdecydowanie opowiadała się za monarchią konstytucyjną, chwaląc króla i La Fayette’a, krytykując zażarcie kościół, a winą za wszystkie nieszczęścia Francji obarczając Marię Antoninę. Po upadku monarchii Ojciec Duchesne naturalnie zmienił ton, jednak był daleki od późniejszej apologii terroru. W tym czasie gazeta była uważana za zrównoważoną, a zarazem dobrze przystosowaną do percepcji przeciętnego czytelnika. W 1792 rząd republikański kilkakrotnie sfinansował druk dodatkowych egzemplarzy gazety, by kolportować je wśród żołnierzy. 
Ojciec Duchesne z radością witał kolejne zwycięstwa Francuzów na froncie, a od początku roku 1793 był najbardziej zagorzałym obrońcą terroru. Domagał się masowego gilotynowania arystokratów i walki ze spekulacją jako leku na wszystkie problemy. Przyjął z radością egzekucję króla. Nawoływał do rozprawy z Wandejczykami i z kontrrewolucją wewnętrzną. Mimo spadających wpływów jej redaktora, gazeta utrzymała wysoką popularność, czytana na ulicach lub głośno odczytywana niepiśmiennym robotnikom przez wynajęte osoby. Ojciec Duchesne nigdy nie prowadził otwartego ataku na jakobinów i Komitet Ocalenia Publicznego, aluzyjnie dawał jednak do zrozumienia, że stosowane przez nich środki są niewystarczające i że ich radykalizm nie jest wystarczający dla doprowadzenia rewolucji do końca. Gazeta przestała się ukazywać po egzekucji hebertystów w marcu 1794. 
W 1848 i w czasach Komuny Paryskiej tytuł Ojciec Duchesne nosiły gazety radykalnej lewicy.